# Sebastiano Burgaretta Aparo
Sebastiano Burgaretta Aparo (Avola, 6 maggio 1933 – Avola, 30 aprile 2023) è stato un politico italiano.

## Biografia
Dal 1971 al 1976 è stato assessore ai lavori pubblici del comune di Avola, mentre dal 1976 al 1992 è stato Sindaco di Avola con la Democrazia Cristiana.
È stato deputato regionale all'ARS dal 1986 al 1991 dapprima con la DC, poi con il  CCD dal 1996 e infine nel 2001 con  Democrazia Europea   Ha inoltre ricoperto la carica di assessore Regionale agli Enti locali della Regione Siciliana nella Giunta Provenzano di centro-destra (1996-1998).
Alle elezioni politiche del 2001 è candidato al Senato della Repubblica nel collegio uninominale di Avola con Democrazia Europea, risultando il primo dei non eletti. 
Alle elezioni politiche del 2008 è ricandidato al Senato della Repubblica, in regione Sicilia, nelle liste dell'Unione di Centro, risultando tuttavia il secondo dei non eletti. 
Nel frattempo lascia l'UdC e aderisce al Movimento per le Autonomie di Raffaele Lombardo.
Il 6 ottobre 2009, in seguito alle dimissioni di Salvatore Cintola (in quanto eletto deputato all'ARS), gli subentra e viene eletto senatore della XVI Legislatura. Aderisce alla componente del Movimento per le Autonomie del Gruppo misto.
Il 13 dicembre 2010, in dissenso dall'MpA, vota la fiducia al governo Berlusconi, pertanto viene espulso dal partito; il 28 dicembre 2010 aderisce al Popolo della Libertà.
Non è più ricandidato alle elezioni politiche del 2013.